# Little Me (singel)
Little Me – utwór brytyjskiego girlsbandu, Little Mix wydany 30 grudnia 2013 roku nakładem wytwórni Syco Music jako drugi singel z ich drugiego, studyjnego albumu, Salute. Jej tekst został napisany przez wszystkie członkinie grupy, Iaina Jamesa, oraz trio TMS, którzy są też producentami utworu. Piosenka sampluje pawanę w tonacji fis-moll Gabriela Fauré.

## Teledysk
W wywiadzie dla FrontRowLiveEnt.com, jedna z członkiń zespołu, Jesy Nelson opowiedziała o przeżyciach podczas nagrywania teledysku:
"Nigdy nie zrobiłyśmy tak naprawdę wcześniej takiego wideoklipu jak ten. Jest on serdeczny i szczery, ma duże znaczenie."
Klip do singla został opublikowany 18 grudnia 2013 roku na oficjalnym kanale Little Mix w serwisie VEVO. Przedstawia on grupę wykonującą utwór w opuszczonej kaplicy, między nim pojawia się duża liczba osób opowiadająca o ich najważniejszych przeżyciach w swoim życiu. Jest to pierwszy teledysk girlsbandu w formacie czarno-białym.

## Występy na żywo
Singiel został pierwszy raz wykonany na żywo w programie The Xtra Factor 3 listopada 2013 roku, oraz miesiąc później na specjalnym wydarzeniu organizowanym przez radio Capital FM, Jingle Bell Ball. Ich pierwszy występ z nim w Stanach Zjednoczonych miał miejsce w programie Good Morning America w 2014 roku. "Little Me" znajdowało się też na setlistach dwóch tras koncertowych grupy, The Salute Tour (2014) i The Get Weird Tour (2016).

## Lista utworów
1. "Little Me" (Single Mix) – 3:31
2. "Little Me" (WestFunk and Steve Smart Remix) – 2:54
3. "Little Me" (DE$iGNATED Radio Remix) – 3:48
4. "Little Me" (Live The Xtra Factor Performance) – 2:37
5. "Little Me" (Instrumental) – 3:28

## Przyjęcie komercyjne
"Little Me" zadebiutował w notowaniu UK Singles Chart przypadłym na 15 grudnia 2013 roku na miejscu 51, natomiast swoją najwyższą pozycję (miejsce 14) osiągnął na początku stycznia 2014 roku.

## Listy
| Listy (2013/14)                       | Najwyższa pozycja |
| ------------------------------------- | ----------------- |
| Australia (ARIA)                      | 91                |
| Irlandia (IRMA)                       | 32                |
| Szkocja (The Official Charts Company) | 22                |
| Wielka Brytania (UK Singles Chart)    | 19                |

## Certyfikaty
| Kraj                  | Certyfikat | Liczba kopii |
| --------------------- | ---------- | ------------ |
| Wielka Brytania (BPI) | Srebro     | 200 tys.     |

## Historia wydania
| Kraj            | Data            | Format           | Wytwórnia  |
| --------------- | --------------- | ---------------- | ---------- |
| Irlandia        | 30 grudnia 2013 | Digital download | Syco Music |
| Wielka Brytania | 30 grudnia 2013 | Digital download | Syco Music |